# Paredones, Guanajuato
Paredones är en ort i Mexiko.   Den ligger i kommunen Dolores Hidalgo och delstaten Guanajuato, i den centrala delen av landet, 280 km nordväst om huvudstaden Mexico City. Paredones ligger 2 102 meter över havet och antalet invånare är 283.
Terrängen runt Paredones är platt åt nordost, men åt sydväst är den kuperad. Runt Paredones är det ganska tätbefolkat, med 93 invånare per kvadratkilometer. Närmaste större samhälle är Dolores Hidalgo, 19,1 km öster om Paredones. Trakten runt Paredones består i huvudsak av gräsmarker.